# Edward Bradley (författare)
Edward Bradley, född den 25 mars 1827 i Kidderminster, död den 12 december 1889 i Lenton (grevskapet Lincolnshire), var en engelsk skriftställare.
Bradley, som var kyrkoherde, vann under pseudonymen Cuthbert Bede sitt rykte genom en roande novellistisk-humoristisk skildring av det engelska universitetslivet, The adventures of mr. Verdant Green, an Oxford freshman (4 band, 1853–1873; med illustrationer av Bradley själv). Han utgav vidare ett antal berättelser och skissamlingar i samma anda, ofta med inströdda dikter, samt åtskilliga arbeten över Skottlands natur, folksägner och antikviteter.